# Marbach (Gera)
Der Marbach ist ein linker Nebenfluss der Gera. Der aus dem Karst gespeiste Bach ist natürlicherweise trocken. Er entspringt westlich des gleichnamigen Erfurter
Ortsteil Marbach am Käferberg. Am östlichen Rand von Marbach mündet der Bachmannsgraben ein. Im Bereich Moskauer Platz verlief der Marbach in Betonrohren bis zur ehemaligen Einmündung in einen Mühlgraben.
In Zusammenhang mit der Bundesgartenschau 2021 wurde der Bach 2019 im unteren Bereich renaturiert. Er mündet jetzt direkt in die Gera. Die Betonrohre werden als Teil der Westringkaskade von der Thüringer Fernwasserversorgung zum Transport von Brauchwasser verwendet.